# 洪承點
洪承點（？—？），字醒黄，江苏仪征人。中國民主革命家、軍事人物。與巴泽宪並稱“洪巴”。

## 生平
洪承点成年之后，有感於國勢衰微，取字“醒黄”，意為唤醒炎黄子孙。1900年，他应征到駐安庆的新军服役，和熊成基同分在新军炮营。洪承点和熊成基在新军中秘密從事反清活动。1908年，熊成基和洪承点等革命党人准备于11月19日舉行起义，熊成基被推为总司令。後起义失败，洪承点逃亡中國南方，在香港参加同盟会。1911年4月，同盟会在广州舉行黃花崗起義，洪承点和巴泽宪等人參加了起義，後起义失败，洪承点等人流亡日本。
1911年10月，武昌起义爆发，洪承点等人從日本回到香港。10月13日，陈其美、李燮和、洪承点、巴泽宪、黄一欧等人率军进攻江南制造局。11月6日，滬軍都督府成立，都督府任命洪承点、黄一欧為沪军司令部正、副司令，巴泽宪為军需长。此後陈其美联络陸軍第九鎮统制徐绍桢、浙军朱瑞、苏军刘之洁、镇军林述庆、淞军黎天才、沪军洪承点在镇江成立江浙联军司令部，共同進攻盤踞南京的清江南提督兼钦差江防大臣张勋。洪承点率领沪军攻打清军設在神策门至天堡城一帶的防线，於11月31日晨攻占天堡城。
中華民國於1912年元旦成立后，沪军扩编为第七师，洪承点被任命為师长。1912年内，洪承点率軍平定了驻南京的赣军兵变和抢掠商民風波。
1913年二次革命爆发後，黄兴派章梓师和洪承点师在淮扬布防，阻止张勋辫子军南攻。二次革命失败後，洪承点卸去軍職，曾被聘請為临时稽勋局名誉审议，住在上海，后回扬州，于抗日战爭爆發前去世。